# 村山幸次郎
村山 幸次郎（むらやま こうじろう、1834年（天保5年） - 1892年（明治25年））は、日本の建築技師。

## 経歴
1873年から内匠課へ出仕、その後1884年、箱根塔ヶ島離宮の日本館の建築を担当する。
その後、内匠六等属、匠手、内匠互寺技手を経て、1889年、内匠寮技手となる。
また同年、赤坂離宮内花御殿御車寄せの新築を担当、これはのちに田母沢御用邸に移築された。1890年には高輪御殿とも称し、昭和天皇の皇太子時代の東宮御所となった常宮御殿の新築を担当した。